# Jontsjovo
Jontsjovo (Bulgaars: Йончово) is een dorp in Bulgarije. Het dorp is gelegen in de gemeente Tsjernootsjene, oblast Kardzjali. Het dorp ligt 26 km ten noorden van Kardzjali en 181 km ten zuidoosten van de hoofdstad Sofia. 

## Bevolking
Op 31 december 2020 werden er 108 inwoners in het dorp Jontsjovo geregistreerd door het Nationaal Statistisch Instituut van Bulgarije.
In het dorp wonen nagenoeg uitsluitend Bulgaarse Turken. In de volkstelling van 2011 identificeerden 147 van de 148 ondervraagden zichzelf met de "Turkse etniciteit".
| Etnische samenstelling van de respondenten (2011) | Etnische samenstelling van de respondenten (2011) | Etnische samenstelling van de respondenten (2011) | Etnische samenstelling van de respondenten (2011) | Etnische samenstelling van de respondenten (2011) |
| ------------------------------------------------- | ------------------------------------------------- | ------------------------------------------------- | ------------------------------------------------- | ------------------------------------------------- |
|                                                   |                                                   |                                                   |                                                   |                                                   |
| Bulgaren                                          | Bulgaren                                          |                                                   | 0,0%                                              | 0,0%                                              |
| Turken                                            | Turken                                            |                                                   | 99,3%                                             | 99,3%                                             |
| Roma                                              | Roma                                              |                                                   | 0,0%                                              | 0,0%                                              |
| Anders/Onbekend                                   | Anders/Onbekend                                   |                                                   | 0,7%                                              | 0,7%                                              |

Van de 148 inwoners die in februari 2011 werden geregistreerd, waren er 14 tussen de 0-14 jaar oud (9,5%), 98 inwoners waren tussen de 15-64 jaar oud (66,2%) en 36 inwoners waren 65 jaar of ouder (24,3%).